# Zofia Witoldówna
Zofia Witoldówna (ur. ok. 1375, zm. 15 czerwca 1453) – jedyna córka wielkiego księcia litewskiego Witolda i księżnej Anny Światosławowny, żona Wasyla I Dymitrowicza, matka Wasyla II Ślepego.  

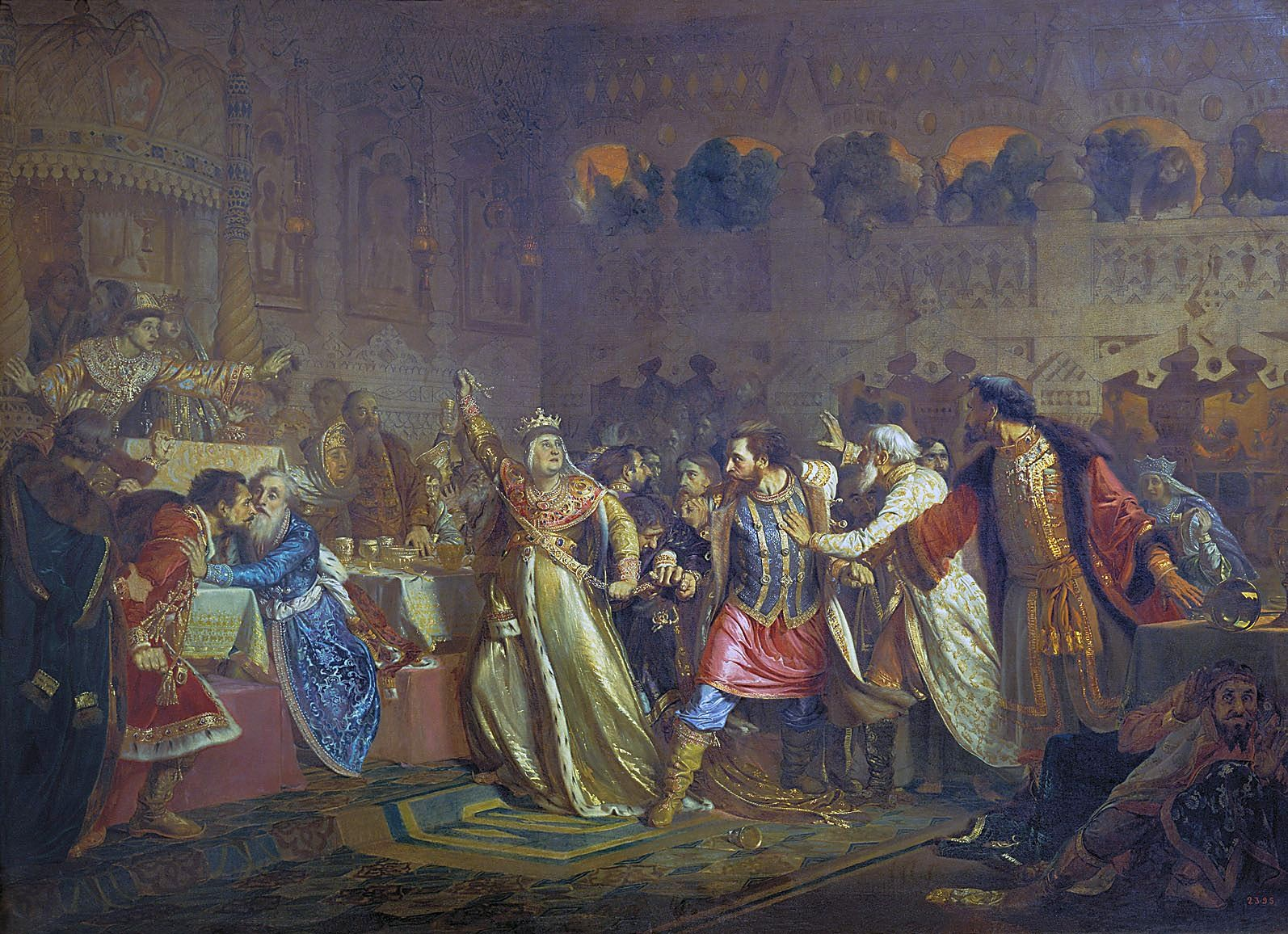
Pawieł Czistiakow: Zofia Witoldówna na ślubie Wasyla II Ślepego w 1433 zrywa z Wasyla Kosookiego pas należący niegdyś do Dymitra Dońskiego

## Życiorys
9 stycznia 1391 roku poślubiła wielkiego księcia moskiewskiego Wasyla I Dymitrowicza. Po śmierci męża 25 lutego 1425 roku sprawowała regencję w imieniu małoletniego syna – Wasyla II, którego wspierała w walce o tron moskiewski przeciw książętom udzielnym: Jerzemu Dymitrowiczowi, księciu zwienigorodzkiemu i galicko-kostromskiemu, oraz jego synom: Dymitrowi Szemiace i Wasylowi Kosookiemu.
W 1451 roku kierowała obroną Moskwy przed Tatarami. Została pochowana w monasterze Wniebowstąpienia Pańskiego w Moskwie.